# VdB 4
vdB 4 è una piccola nebulosa a riflessione, visibile nella costellazione di Cassiopea.
Si individua con facilità grazie alla presenza delle brillanti stelle γ Cassiopeiae e κ Cassiopeiae; a metà distanza fra le due si trova l'ammasso aperto NGC 225, che sul lato nordoccidentale mostra una stella avvolta dalla nebulosità di vdB 4. La stella è catalogata come HIP 3401 (o DB+61° 154) ed è una stella bianco-azzurra di sequenza principale Be di Herbig, che imprime alla nebulosa un colore marcatamente azzurrognolo.
vdB 4 è la parte illuminata di un esteso complesso di nebulose oscure noto come LDN 1297, che si estende in particolar modo in direzione nordovest, dove si trova l'addensamento più concentrato, e verso sudest, sullo sfondo dell'ammasso aperto. Secondo uno studio del 2006, nube e ammasso sarebbero in diretta relazione: all'interno dell'ammasso sono infatti note diverse stelle con emissione Hα, più un discreto numero di stelle Ae/Be di Herbig, compresa HIP 3401; se queste stelle appartengono all'ammasso, è possibile risalire per quest'ultimo a un'età inferiore ai 10 milioni di anni. Tramite la parallasse misurata dal satellite Hipparcos è stata stimata una distanza della stella centrale della nebulosa di circa 980 anni luce dal sistema solare. Uno studio precedente aveva invece escluso una relazione fra nebulosa e stelle giovani ad essa associate e ammasso, indicando l'età di quest'ultimo in circa 120 milioni di anni.